# Mount Predoehl
Mount Predoehl är ett berg i Antarktis. Det ligger i Östantarktis. Nya Zeeland gör anspråk på området. Toppen på Mount Predoehl är 1 710 meter över havet, eller 295 meter över den omgivande terrängen. Bredden vid basen är 3,6 km.
Terrängen runt Mount Predoehl är varierad. Trakten är obefolkad. Det finns inga samhällen i närheten.